# 1017e Vestingsbrigade
De 1017e Vestingsbrigade (Duits: Festungs-Brigade 1017) was een Duitse brigadestaf van de Wehrmacht tijdens de Tweede Wereldoorlog.

## Oprichting en krijgsgeschiedenis
De brigade werd opgericht op 4 juli 1944 door omdopen van de Vestingsbrigade Korfoe op Korfoe in Griekenland.
Tijdens de Duitse terugtrekking uit Griekenland werd Korfoe pas op 1 oktober ontruimd, en de brigade werd toen overgebracht naar Sarandë (Albanië). Bij de ontruiming van Korfoe werden de laatste schepen door Britse lichte marineschepen aangevallen. De commandant, Oberst Jäger, was bij de vermisten. Daarna trok de brigade door Zuid-Albanië en eind oktober/begin november verdedigde de brigade rondom het Prespameer. Later volgde een terugtrekking naar Sarajevo. Daar verbleef de brigade van begin 1945 tot de Duitse terugtrekking uit de stad eind maart 1945. De brigade trok daarop mee terug naar het noorden.

## Bovenliggende bevelslagen
| Legerkorps            | Leger          | Legergroep     | Plaats/regio                  | Begin               | Eind                |
| --------------------- | -------------- | -------------- | ----------------------------- | ------------------- | ------------------- |
| 22e Bergkorps         | Heeresgruppe E | Heeresgruppe F | Korfoe                        | 4 juli 1944         | oktober 1944        |
| 21e Bergkorps         | Heeresgruppe E | Heeresgruppe F | Albanië – Montenegro - Bosnië | november 1944       | februari/maart 1945 |
| 34e Legerkorps z.b.V. | Heeresgruppe E | OB Südost      | Bosnië                        | februari/maart 1945 |                     |
| 21e Bergkorps         | Heeresgruppe E | OB Südost      | Kroatië                       | april 1945          |                     |

## Commandanten
| Rang   | Naam       | Begin       | Eind |
| ------ | ---------- | ----------- | ---- |
| Oberst | Emil Jäger | 4 juli 1944 |      |

Vestingsbrigade Almers · Vestingsbrigade Belfort · Vestingsbrigade Korfoe · Vestingsbrigade Kreta · 1e Vestingsbrigade Kreta · 2e Vestingsbrigade Kreta · Vestingsbrigade Lofoten · Vestingsbrigade Sebastopol · 135e Vestingsbrigade · 939e Vestingsbrigade · 963e Vestingsbrigade · 964e Vestingsbrigade · 966e Vestingsbrigade · 967e Vestingsbrigade · 968e Vestingsbrigade · 969e Vestingsbrigade · 1017e Vestingsbrigade